# Ebbe Skovsgaard
Ebbe Skovsgaard (født 1947) er en dansk kommunalpolitiker valgt til byrådet i Gladsaxe Kommune. Ebbe blev valgt til byrådet første gang i 2001, og i 2005 blev han gruppeformand for Venstre i Gladsaxe Kommune. Ebbe var 1. viceborgmester i Gladsaxe Kommune fra 15. maj 2006 til 1. jannuar 2014, og blandt andet medlem af Økonomiudvalget, Sundheds- og Handicapudvalget og Erhvervsrådet.
Ebbe er uddannet ingeniør og har i mere end 10 år været direktør for egen virksomhed: Dansk Drift Center ApS, DDC. Det er et rådgivende konsulentfirma, men speciale i effektiv bygningsdrift, energi- og miljøstyring. 
Ebbe er gift og har to voksne drenge. 